# Матюшенко, Михаил Юрьевич
Михаил Юрьевич Матюшенко (укр. Михайло Юрійович Матюшенко; позывной — Дед; 8 января 1961, Буча, Киевская область — 26 июня 2022, над Чёрным морем, Украина) — украинский общественный деятель, военнослужащий, полковник и командир 40 БрТА Воздушных сил Вооружённых сил Украины, участник российско-украинской войны.

## Биография
Михаил Матюшенко родился 8 января 1961 года в городе Буче Киевской области.
Служил в разных воинских частях, являлся руководителем одной из украинских авиакомпаний. Руководил многими типами военных и гражданских самолётов.
Командовал 40-й бригадой тактической авиации, которую называли «Призрак Киева».
Незадолго до полномасштабного российского вторжения он уволился из Воздушных сил по состоянию здоровья. 24 февраля 2022 года вернулся в военную авиацию защищать Украину от российской военной агрессии.
Погиб 26 июня 2022 года в небе в воздушном бою над Чёрным морем у острова Змеиный во время выполнения боевого задания. Тело было обнаружено много позже на побережье Болгарии.
Возглавлял общественное формирование охраны правопорядка.
Похоронен 3 октября 2022 года на Аллее Героев в родном городе.